# الحواتیایا
ال-حواتیایا یک منطقهٔ مسکونی در یمن است که در استان حضرموت واقع شده‌است.